# الغابات (تكنة آيت لحسن)
الغابات هو دُوَّار يقع بجماعة مجاط، إقليم شيشاوة، جهة مراكش آسفي في المملكة المغربية. ينتمي الدوّار لمشيخة تكنة آيت لحسن التي تضم 15 دوار. يقدر عدد سكانه بـ 63 نسمة حسب الإحصاء الرسمي للسكان والسكنى لسنة 2004.

## روابط خارجية
- البوابة الوطنية للجماعات الترابية
- المندوبية السامية للتخطيط